# Castello di Santa Lucia del Mela
Il castello di Santa Lucia del Mela si trova a Santa Lucia del Mela in città metropolitana di Messina. Sorge sulla sommità del colle Mankarru e domina i corsi dei torrenti "Floripotema" e "Mela".

## Storia

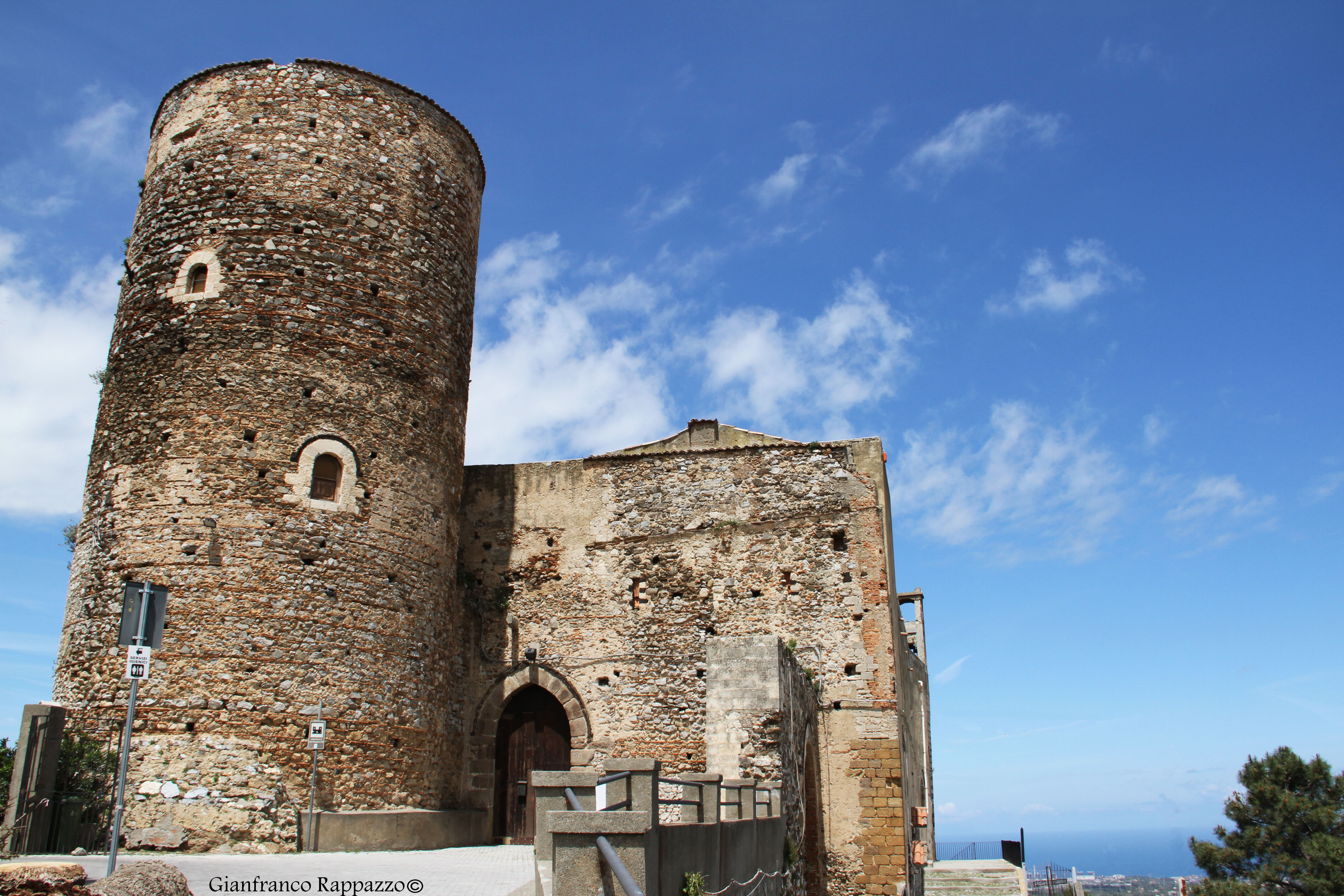
Torre cilindrica ed ingresso.

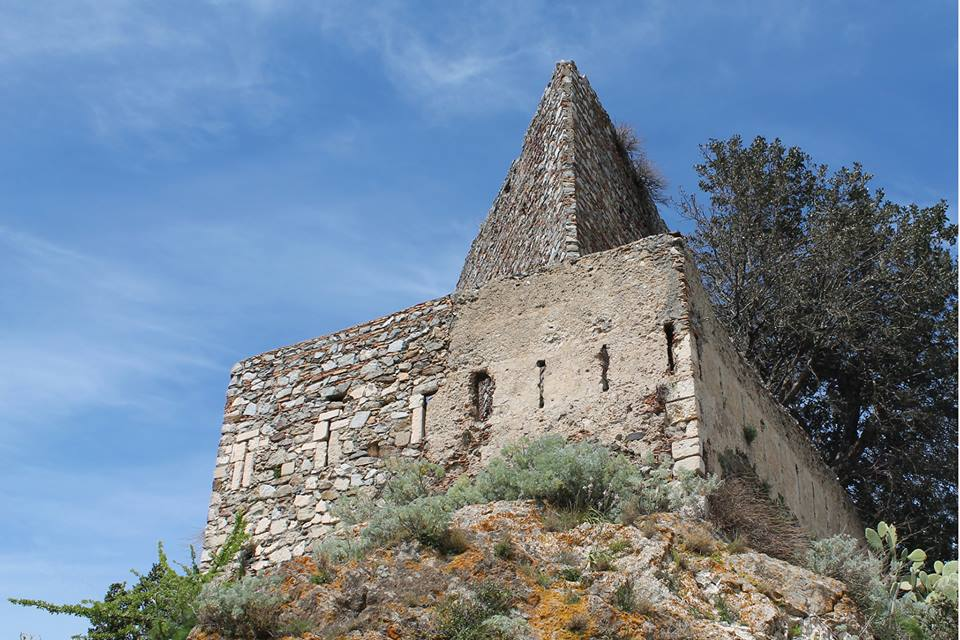
Muro di cinta con torre triangolare.

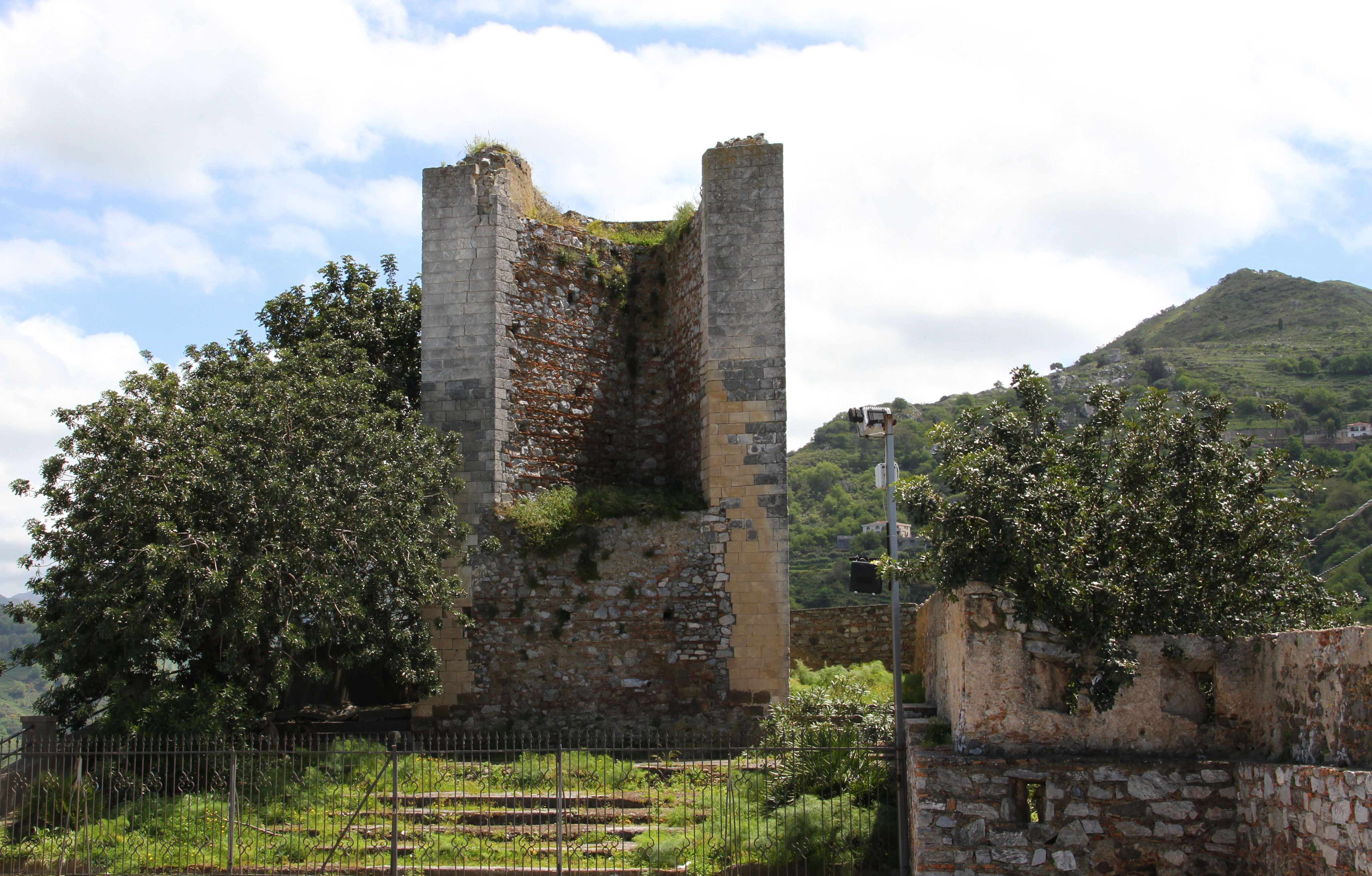
Torre triangolare.

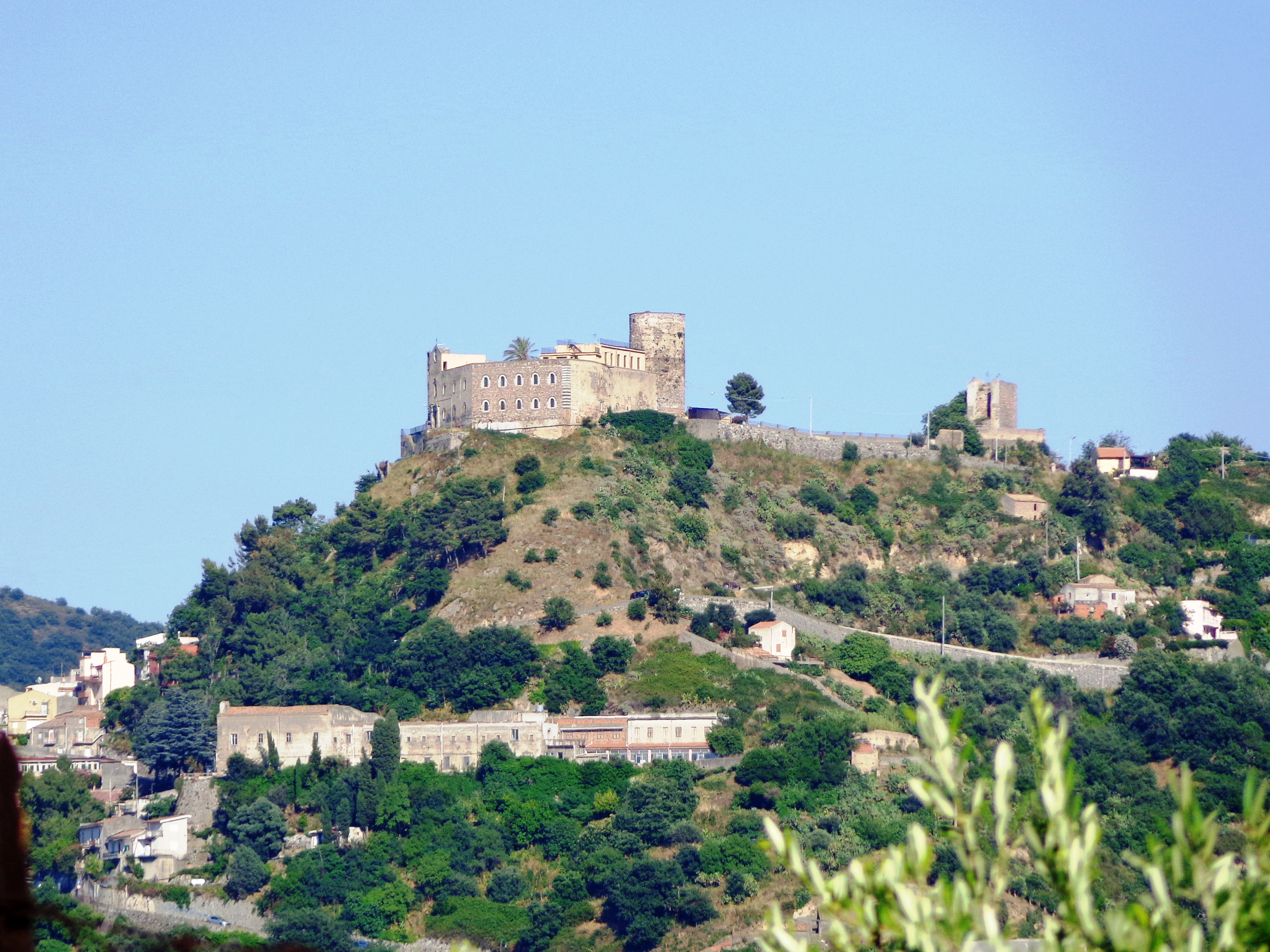
Veduta panoramica del castello, prospetto occidentale.

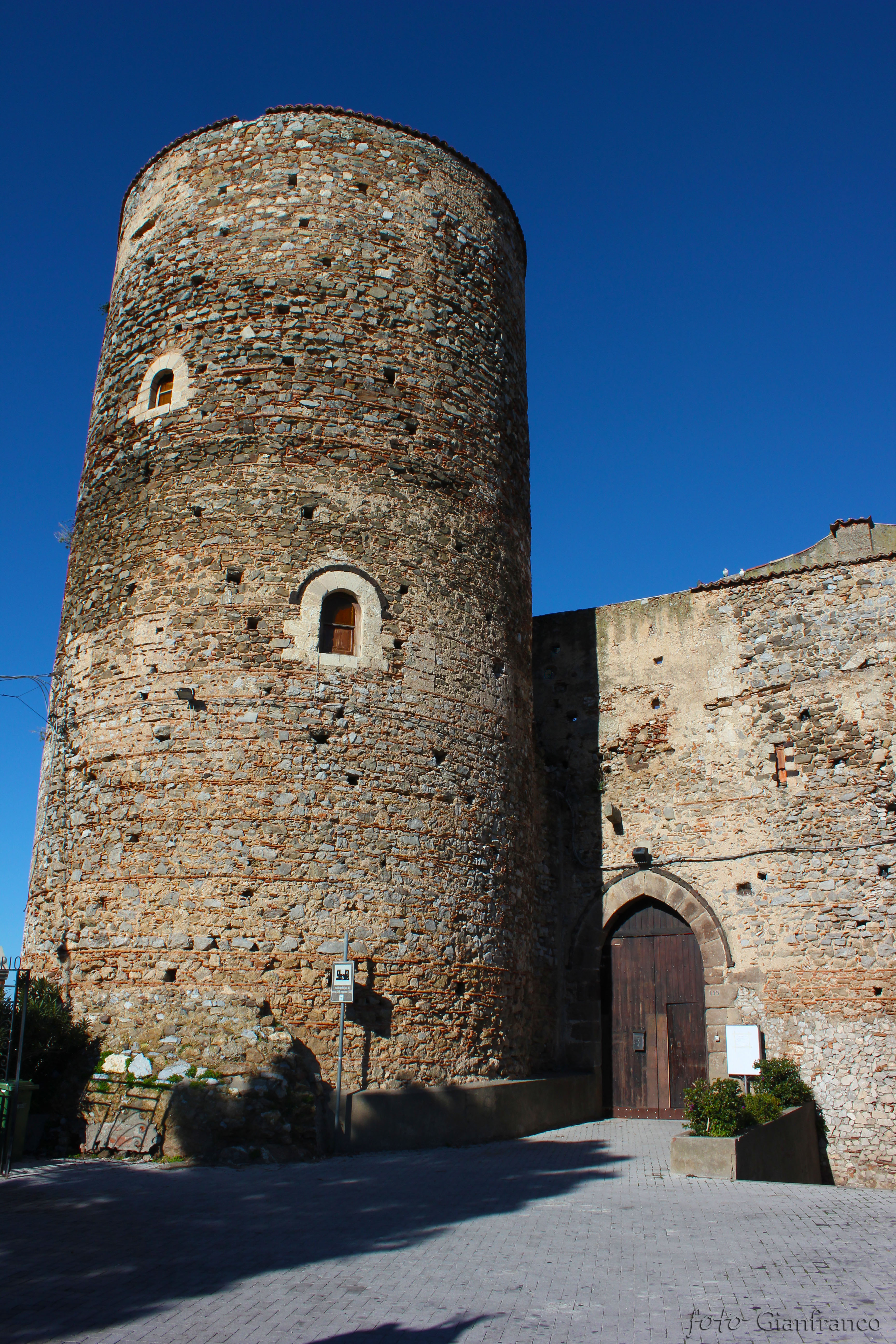
Torre cilindrica.

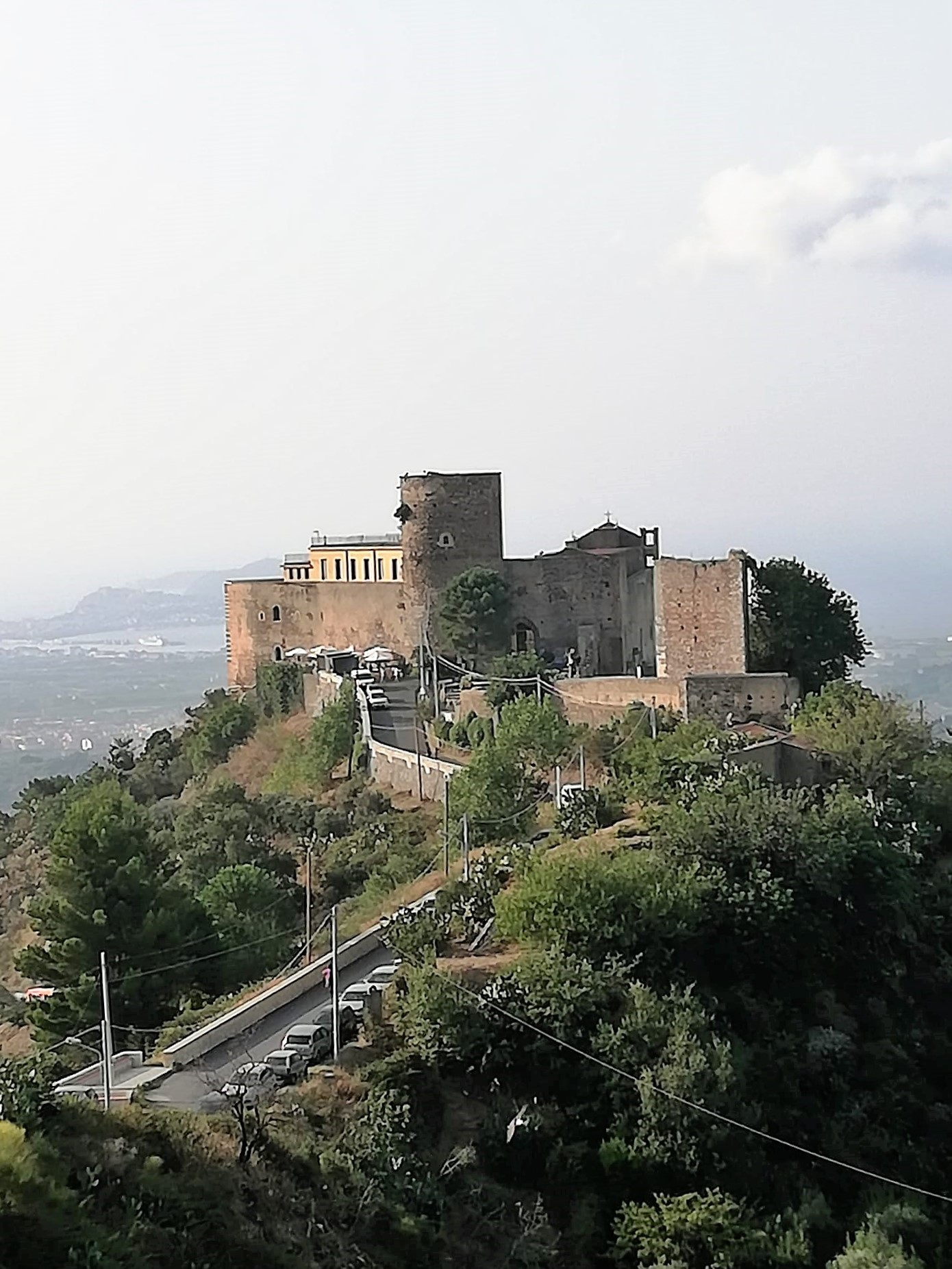
Castello, prospetto meridionale.

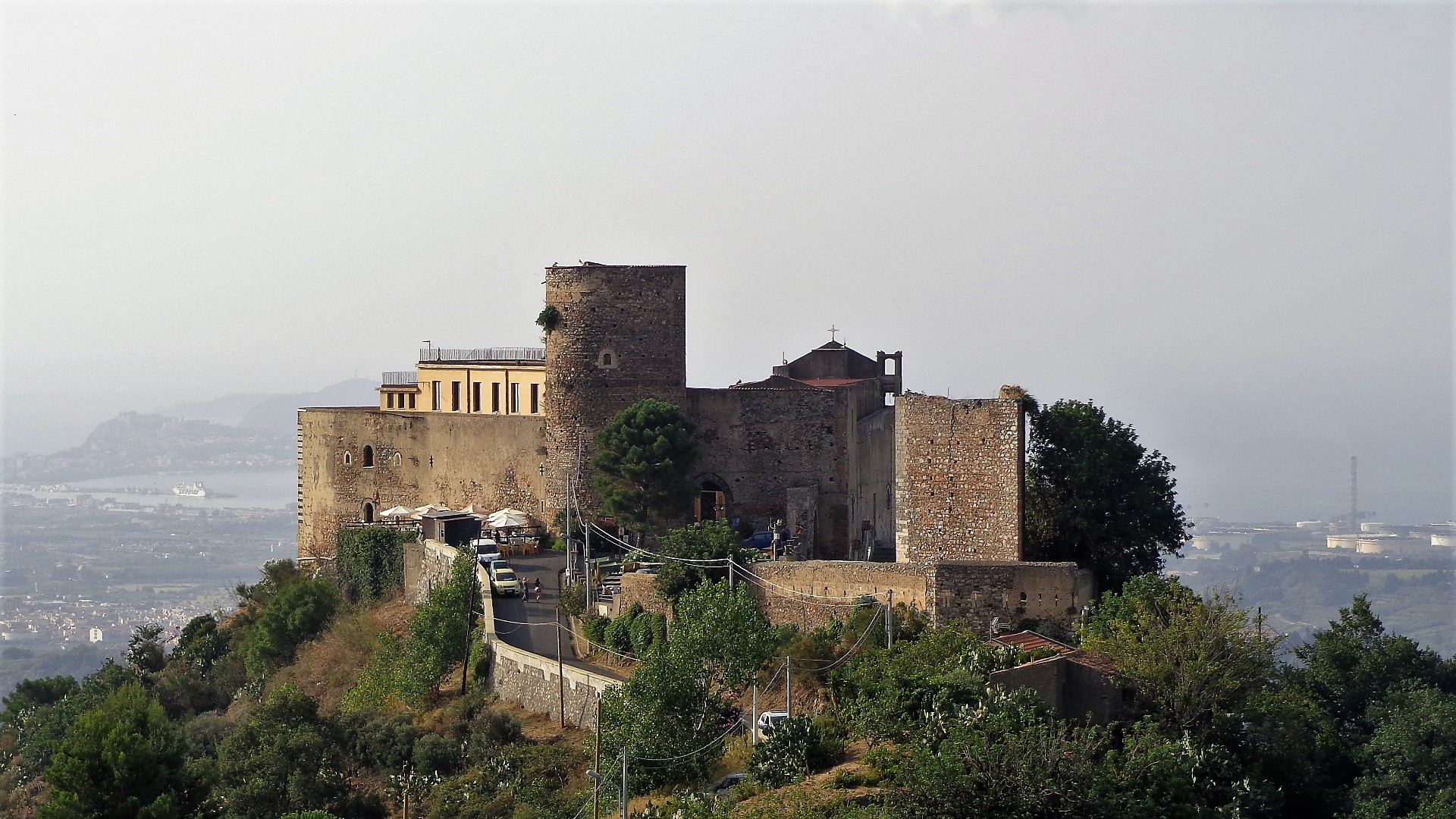
Veduta panoramica.

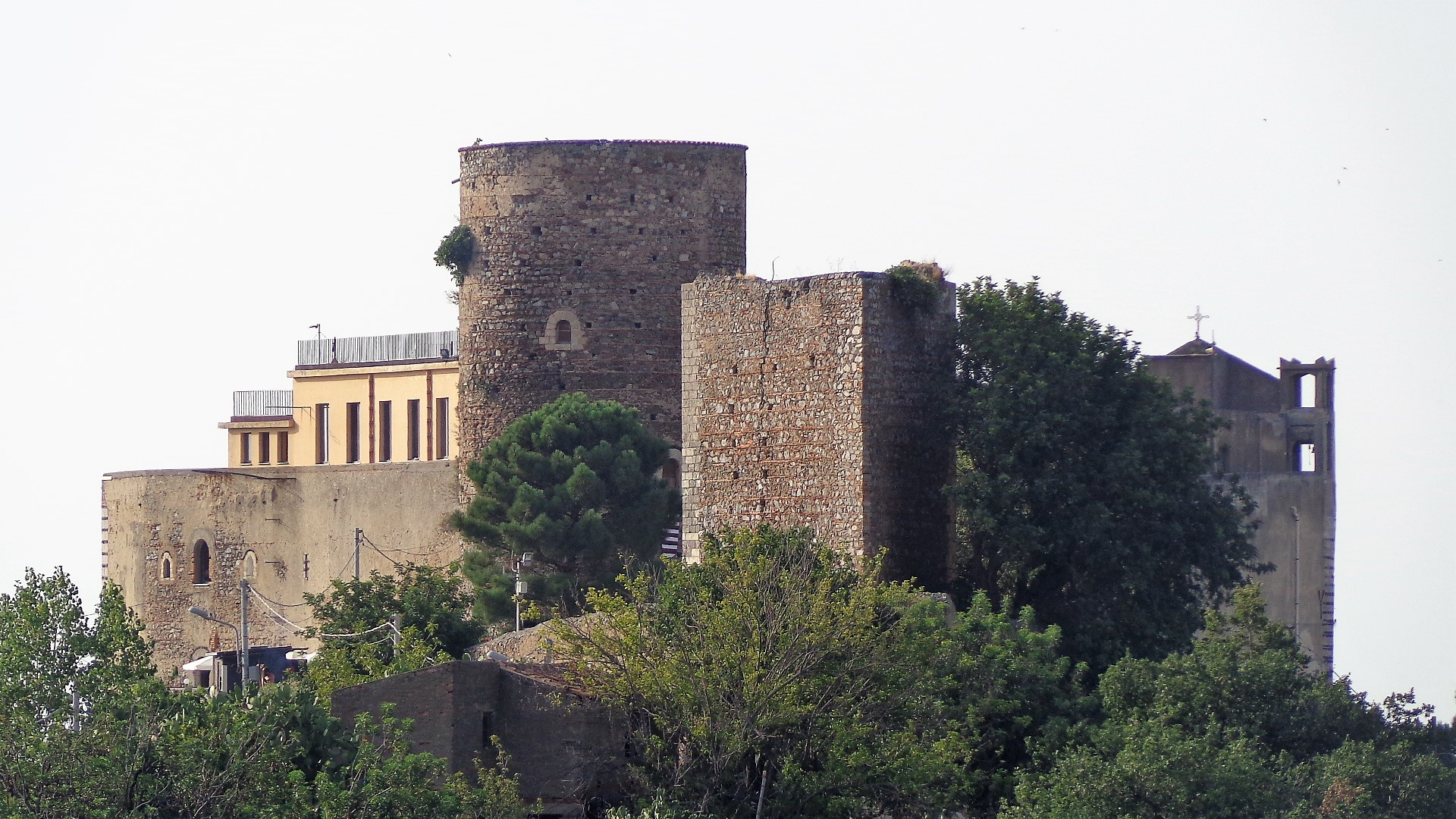
Veduta panoramica.

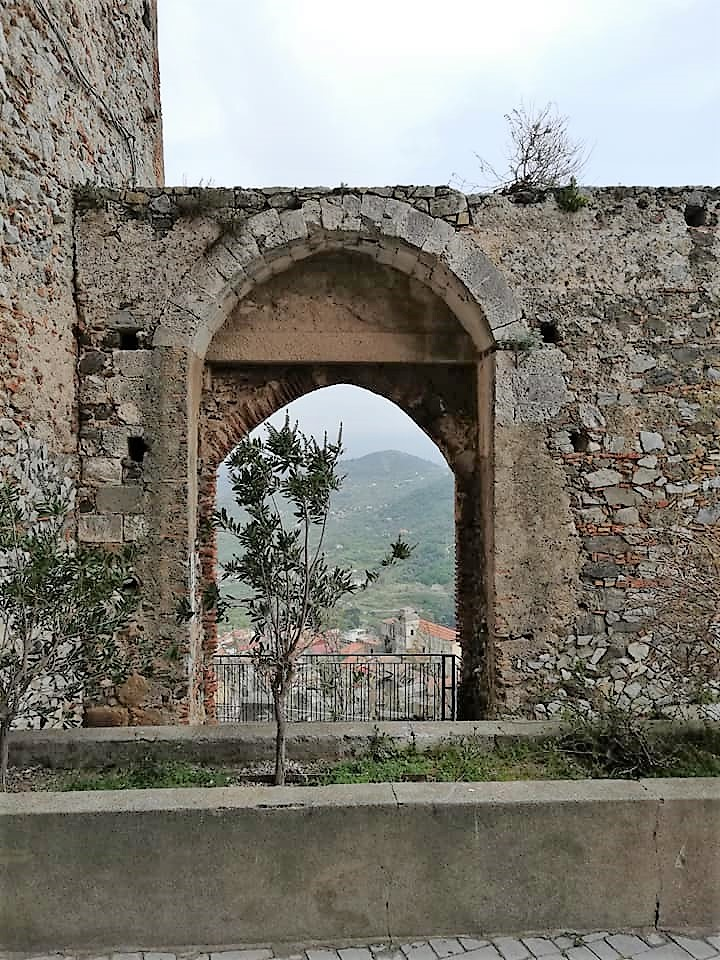
Portale orientale.

Durante le epoche: greco-siceliota, romana, bizantina; ai tempi dell'Emirato islamico di Sicilia e del successivo Regno di Sicilia sotto le Dinastie degli Altavilla, degli Svevi, degli Aragonesi e infine, del Viceregno di Sicilia l'edificio è protagonista nonché il monumento principale della storia millenaria della città.
Del primitivo insediamento greco-siceliota sono pervenute varie tracce di cinte murarie dell'età classica.
Nel periodo compreso fra il VII secolo a. C. e il V secolo d. C., Santa Lucia del Mela è insediamento romano con una zona castrum sorta durante il periodo della lunga dominazione romana. Con la caduta dell'Impero (V secolo – IX secolo), diviene insediamento bizantino con un castrum mutuato dalla dominazione bizantina, sotto la denominazione di Mankarru, periodo durante il quale, non si esclude l'esistenza di un'anteriore fortificazione o torre d'avvistamento del periodo imperiale.
- XI - XII secolo, Fortificazione Normanna dalle tipiche peculiarità dell'architettura della siculo-normanna;
- 1228, Dimora periodo svevo dalle connotazioni tipiche dell'architettura della Dinastia sveva del Regno di Sicilia;
- 1266 - 1282, Parentesi angioina, Vespri siciliani;
- 1322, Dimora periodo aragonese, Dimora regia con baluardi protettivi ascrivibili all'architettura della Dinastia Aragonese;
- 1673, Santuario Madonna della Neve, la parziale demolizione della torre quadrangolare di nord-est comporta la costruzione del Santuario;
- 1625, Seminario, la ristrutturazione dell'edificio destina alcune ali della costruzione a Seminario.

L'insieme degli edifici che costituiscono il Castello resiste al devastante terremoto della Calabria meridionale del 1783 ma, subisce i danni arrecati dal terremoto della Calabria meridionale del 1894 e dal terremoto di Messina del 1908. Di questi ultimi eventi sismici il prelato monsignor Salvatore Ballo Guercio ripristina l'integrità dei manufatti con le opere di restauro attuate nel 1927.

### Primitiva fortificazione durante la Dinastia degli Altavilla
IL primitivo castello è costituito dal tipico dongione normanno di provenienza anglo-franco-normanna e questo tipo di struttura è molto diffusa sotto i regni di: Ruggero I di Sicilia, Ruggero II di Sicilia, Guglielmo I di Sicilia detto il Malo, Guglielmo II di Sicilia detto il Buono, Tancredi di Sicilia, Ruggero III di Sicilia, Guglielmo III di Sicilia fino all'avvicendarsi della dinastia degli Svevi con Costanza d'Altavilla sposa dell'Imperatore Enrico VI di Svevia, Re di Sicilia col nome di Enrico I.
Sebbene ubicato relativamente lontano da cave di pietre e materiali lavici, con riferimento alle ricchissime colate laviche delle falde dell'Etna o estratte e importate dalle prospicienti Isole Eolie, il Castello presenta l'utilizzo di conci di lava per scopi decorativi e altro materiale di natura vulcanica con funzioni strutturali. Peculiarità che lo accomunano a costruzioni di matrice bizantino - araba, cube e metochi del circondario, l'utilizzo di conci di pietra lavica denominatore comune alle rifiniture esterne delle absidi del duomo di Palermo e del duomo di Monreale.
Tra gli esempi: il vano absidale della primitiva "Cappella Palatina", i conci alternati dello spigolo settentrionale del Santuario, le cornici superiori delle monofore del prospetto, il contorno dell'oculo cieco in cui è inserito l'orologio. Peculiarità stilistiche poste in essere anche in interventi successivi e cronologicamente più recenti.

### Dimora durante la Dinastia Sveva
I primi interventi di trasformazione del maniero in "dimora regia" sono attuati da Federico II di Svevia, il sovrano trascorre lunghi soggiorni dedicati alla caccia, suo svago preferito, sui monti ricchi di selvaggina. Lontano dalle ingerenze dei vescovi delle vicine Diocesi di Patti, Lipari e Messina, nella "sua" Prelatura, ove può preparare quella che è definita "la crociata maledetta", seguita da lì a poco dalla sesta crociata, condotta in prima persona dall'Imperatore, quest'ultima esperita in via diplomatica contro il sultano Al-Malik al-Kamil.
- 1206, Gregorio Mostaccio primo prelato, Cappellano Maggiore del Regno, rappresentante del distretto luciese al Parlamento siciliano, fidato consigliere personale e di corte. Per volontà dell'Imperatore, il territorio luciese è staccato dalla Diocesi di Patti, il cui rappresentante risponde direttamente al Papa costituendo, di fatto, la più antica "Prelatura Nullius".

L'imperatore Federico II di Svevia "Stupor Mundi" è pronipote del Gran Conte Ruggero. Grazie a intrighi di palazzo, pur variando la Casata, è assicurata la naturale discendenza del ceppo degli Altavilla infatti, è figlio di Costanza d'Altavilla (a sua volta figlia di Ruggero II di Sicilia) accasata con Enrico VI di Hohenstaufen Imperatore del Sacro Romano Impero. A Santa Lucia del Mela come alla corte di Palermo, sono incentivati lo sviluppo e la diffusione dell'Arte che, nella fattispecie, sfociano nel movimento culturale filosofico - letterario universalmente noto come Scuola siciliana. La tradizione popolare narra che nella prigione, ubicata nel vano inferiore della torre cilindrica, scoperto nel 1967 durante l'esecuzione di lavori di restauro, accusato di tradimento, abbia trascorso una lunga detenzione Pier della Vigna, protonotaro e magistrato dell'Imperatore: "imperialis aule prothonotarius et regni Siciliae logotheta". L'ingiusta condanna cantata da Dante Alighieri è parimenti supportata dalla considerazione e dalla stima del popolo luciese, come attesta una via del centro storico espressamente a lui dedicata.
- 1248, Santa Lucia del Mela è censita come casale.
- 1249, È menzionato il "palatium"[1] come dimora per le lunghe battute di caccia, gli ozi, i sollazzi e diletti dell'Imperatore, lontano dalla convulsa, vorticosa e intrigata vita di corte palermitana nel Palazzo Reale siciliano, alla stessa stregua del Castello di Milazzo, del Castello di Castroreale e del Castello di Montalbano Elicona. La particolare predilezione del sovrano per il sito, comporta l'attribuzione della definizione di città come "Urbe Fidelissima e Deliziosa".

Durante il regno federiciano è avviato un censimento dei castelli e con il decreto "Statutum de reparatione castrorum" (1231 - 1240), il quale prevede la loro ristrutturazione e manutenzione a carico dei cittadini.
Il castello non è inserito nel Castra exempta redatto per volontà dell'Imperatore Federico II di Svevia con la collaborazione di Pier della Vigna stilato nel 1239. In esso non compaiono i palazzi e le residenze di caccia e svago, le "domus solaciorum", di pertinenza comunque regia e soprattutto alcuni siti molto noti, spesso sotto il controllo della Curia, che all'epoca non erano ancora stati costruiti o ultimati.
Accorpati gli undici Giustizierati del Regno in sole cinque circoscrizioni più ampie. Nello specifico: "Sicilie citra flumen Salsum et totius Calabrie usque ad portam Roseti".

### Periodo angioino
Durante le incursioni angioine il Castello luciese è in parte distrutto. Pace di Caltabellotta del 1302.

### Dimora dei Re siciliani della Dinastia Aragona
Dopo la breve ma, convulsa parentesi angioina, la Corona del Regno di Sicilia torna nuovamente a seguire la discendenza dinastica dei Re di Sicilia nella persona di Federico III di Sicilia pronipote di Federico II di Svevia ovvero figlio di Costanza II di Sicilia, nipote di Manfredi di Sicilia a sua volta figlio naturale dell'Imperatore Federico II di Svevia.
Il bisnonno Federico II di Svevia getta le basi del grandioso palazzo, il pronipote Federico III di Sicilia lo ristruttura e lo amplia, proprio come avviene per il Castello di Montalbano Elicona.
Sotto il regno di Pietro II di Sicilia figlio di Federico III riprendono gli attacchi degli Angioini con l'obiettivo di impadronirsi dell'isola. Dopo un prolungato assedio e con la morte di Re Pietro II di Sicilia, Santa Lucia del Mela e il suo Castello, cadono nelle mani degli Angioini per un breve periodo.
- 1330, Il Castello e la Città sono noti come "Castrum Maccaruni" assegnati a Giovanni Manna ed eredi.
- 1335, La proprietà della dimora è affidata a Francesco Palizzi.
- 1340c., La proprietà della dimora è affidata a Matteo Palizzi per tornare nuovamente di proprietà della Corona d'Aragona.
- 1346, Il vicario Giovanni di Randazzo utilizza il castello come edificio logistico per le sue truppe durante il tentativo di riconquista di Milazzo.

Nel 1346, il Duca Giovanni d'Aragona fratello di Re Pietro II di Sicilia riesce a strappare la città dal giogo angioino. Due anni dopo, nell'aprile del 1348 con la morte del Duca, il Castello di Santa Lucia si ritrova al centro di eventi cruenti e sanguinosi.
- 1356, La città di Santa Lucia del Mela è censita come "castrum et terra".
- 1366, Il Regno di Sicilia è liberato definitivamente dalla minaccia degli Angioini.

### Periodo del Viceregno di Sicilia
- Nel 1535 nei giorni prossimi il 19, 20 e 21 ottobre, già annoverato come ospite a Messina presso il monastero di San Placido Calonerò dell'Ordine benedettino, reduce dalla conquista di Tunisi, vittoria contro i turchi, è ricevuto trionfalmente Carlo V d'Asburgo. La presenza dell'Imperatore è documentata presso il convento della chiesa del Sacro Cuore, il seguito del corteo regio presso il Castello. L'evento s'inquadra durante la prelatura di Girolamo Zafarana, benedettino messinese, abate di Santa Lucia del Mela nonché abate del monastero basiliano di San Salvatore di Placa per concessione di Clemente Majo. Lo Zafarana esercitò tutte le prerogative del suo ufficio di Cappellano Maggiore, celebrando la Santa Messa alla presenza dell'imperatore e benedicendo la mensa.
- 1539, Città e Castello subiscono l'attacco delle truppe spagnole ammutinate. I contingenti lasciati a custodia de La Goletta dopo la Presa di Tunisi, si ribellarono per questioni di mancati pagamenti. Gran parte delle guarnigioni abbandonarono il presidio e navigarono alla volta della vicina Sicilia.[3] A titolo preventivo, per motivi di sicurezza furono confinati sull'isola di Lipari, ma contravvenendo alle disposizioni impartite dal viceré di Sicilia Ferrante I Gonzaga, gli ammutinati sbarcarono a Messina per essere immediatamente respinti. Dopo disordini provocati a Castania e Faro si impossessarono e depredarono la città di Monforte, per poi commettere ulteriori razzie a Castroreale, che a dispetto delle ingenti perdite, non sortirono l'effetto sperato per l'inclemenza del tempo. Col tentativo di mediazione svoltosi a Milazzo e dopo il giuramento convenuto col patto siglato a Linguaglossa, nonostante i pagamenti effettuati a saldo dei compensi pattuiti, il viceré chiamò in rassegna con pretesti vari i capi dei sediziosi, facendoli strangolare rispettivamente a Messina, Militello, Vizzini, Lentini e altre località.
- 1544, Similmente a Milazzo le armate della poderosa flotta turca - ottomana sotto il comando di Khayr al-Din Barbarossa minacciano la città.
- 1558, Il documentatore, storico, viaggiatore Tommaso Fazello annovera nei suoi scritti il Castel di Santa Lucia localizzato a tre miglia dal monastero basiliano di Santa Maria la Gala e a sei miglia dal Castello di Milazzo.[4]
- 1575, Funesto attacco di peste[5] scoppiato nell'isola nella primavera, miete in Santa Lucia innumerevoli vittime, evento considerato il più terribile per il presidio militare del Castello.

## Santuario Madonna della Neve

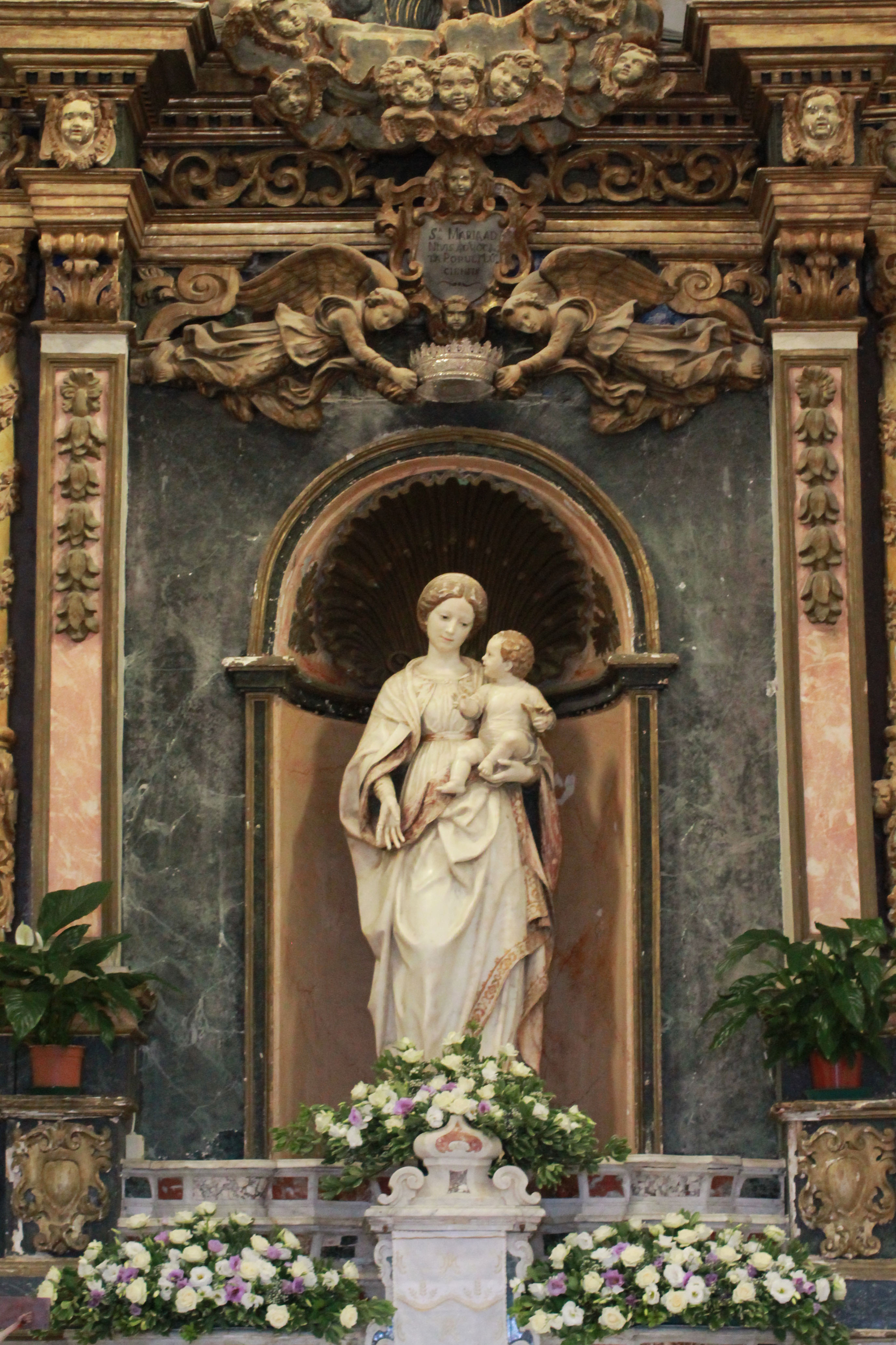

Nel 1673 la fortificazione decadute le funzioni di difesa, abbandonata e in rovina è ceduta dal proprietario don Francesco Morra Principe di Buccheri a monsignore Simone Impellizzeri, prelato dell'epoca, che provvede alla ristrutturazione del complesso affidandola a don Francesco Picciotta.
Il titolo di Madonna della Neve, affonda le sue origini nei primi secoli della Chiesa ed è strettamente legato al sorgere della basilica di Santa Maria Maggiore in Roma considerata il più antico santuario mariano d'Occidente. Precisamente al IV secolo, sotto il pontificato di Papa Liberio. Questa è la tradizione, anche se non comprovata da nessun documento; le chiese sotto il medesimo titolo sono dette "Liberiane" dal nome del pontefice, dal popolo sono chiamate familiarmente "ad Nives", della Neve.
La torre quadrangolare pericolante è abbattuta per fare posto alla costruzione del Santuario. Nel 1674 al centro di una maestosa cornice barocca, è collocata la stupenda statua marmorea della "Madonna della Neve", opera di Antonello Gagini del 1529, proveniente dalla chiesa di San Giuseppe della rurale contrada omonima, col titolo di Nostra Donna della Neve o Madonna delle Celle o Madonna degli Uccelli.
In aperta campagna, in contrada delle "Celle", per via di un preesistente monastero dotato di celle per la clausura dei monaci, come si evince da un manoscritto dell'Archivio della Curia Vescovile, esiste una cappella dedicata alla Madonna della Neve. Da qui deriva l'appellativo di Madonna delle Celle col tempo dialettalmente mutuato col nome di Madonna degli Uccelli. Questa seconda definizione è da attribuire anche alla presenza di un volatile tenuto dal pargolo, quale emblema e segno distintivo della casata dei Gagini.

### Altare

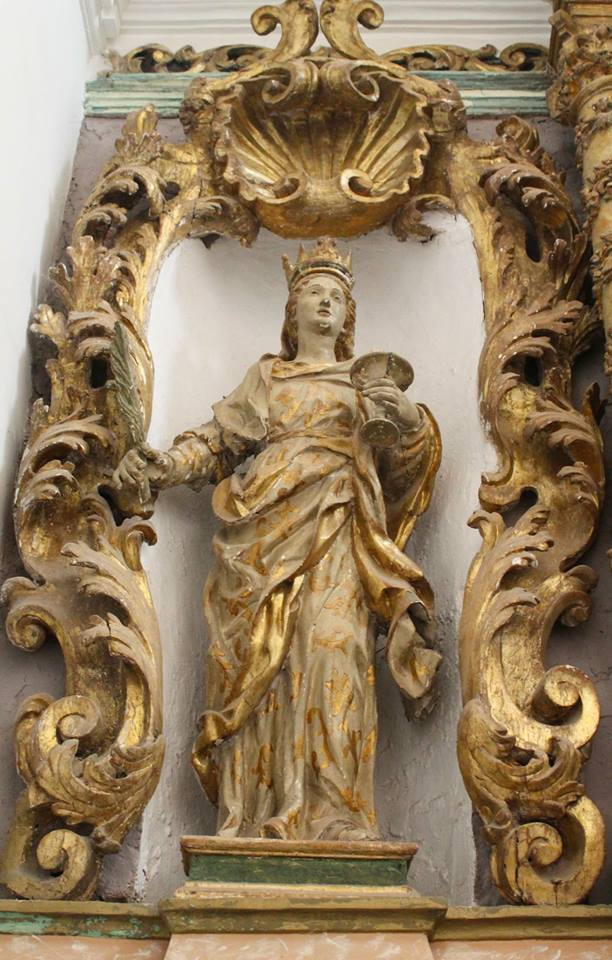
Statua lignea S.Lucia

L'altare maggiore è occupato da una grande composizione di legno intagliato e dorato di stile barocco settecentesco, ai lati due vani delimitati da ricche cornici di foglie d'acanto sormontate da conchiglie simbolo del pellegrinaggio terreno, ospitano le statue di Santa Lucia e San Biagio compatroni della chiesa, della concattedrale di Santa Maria Assunta e protettori della città. Coppie di colonne inghirlandate e paraste reggono un articolato architrave, in alto al centro uno stemma e una coppia di angeli incoronano la Vergine. Sulle mensole dei capitelli sono posti due angeli genuflessi, addossata alla parete una raggiera con putti sorregge una nuvola arricchita da facce d'angelo, sulla parte mediana dei nembi si staglia la figura benedicente del Creatore con globo e la colomba simboleggiante lo Spirito Santo.
Nella nicchia centrale è collocata la bellissima statua marmorea della Madonna della Neve, opera commissionata a Antonello Gagini per la Pasqua del 1527 ma, di fatto, consegnata il 7 giugno 1529.
Lo storico d'arte Gioacchino Di Marzo, cui si deve la pubblicazione del contratto stipulato dai magnifici committenti Pietro D'Amico e Leonardo D'Alberto, osserva che è "Simulacro bellissimo per somma pietà di espressione, per soave posa, per magistero stupendo... e viene tra i migliori usciti da quel sovrano scalpello". L'archeologo, filosofo e prelato Vincenzo Di Giovanni la giudica stupenda, bellissima tra le Madonne che si conoscono del rinomato artista. Il critico Saro Cucinotta, pone in rilievo "... l'aria grave di sovrana, mitigata dall'ineffabile dolcezza e dal profilo soave, l'atto confidenziale di un intimo colloquio col Bambino... che par ragioni mentre stringe un uccelletto nella tenue manina...".
Il vano retrostante al "Portone del Castello", posto in luce dai restauri del 1930, costituisce l'unico avanzo dell'interno del Castello. Destinato a Cappella nel 1322, nello spessore del muro è ricavata una nicchia a sesto acuto con piedritti di pomice nera per la collocazione di un altare.
L'ampia feritoia che sovrasta l'arco fino a rasentare la volta, l'oculo della parete opposta e la finestra sul lato sinistro, oggi murata, illuminano il suggestivo ambiente.

### Navata

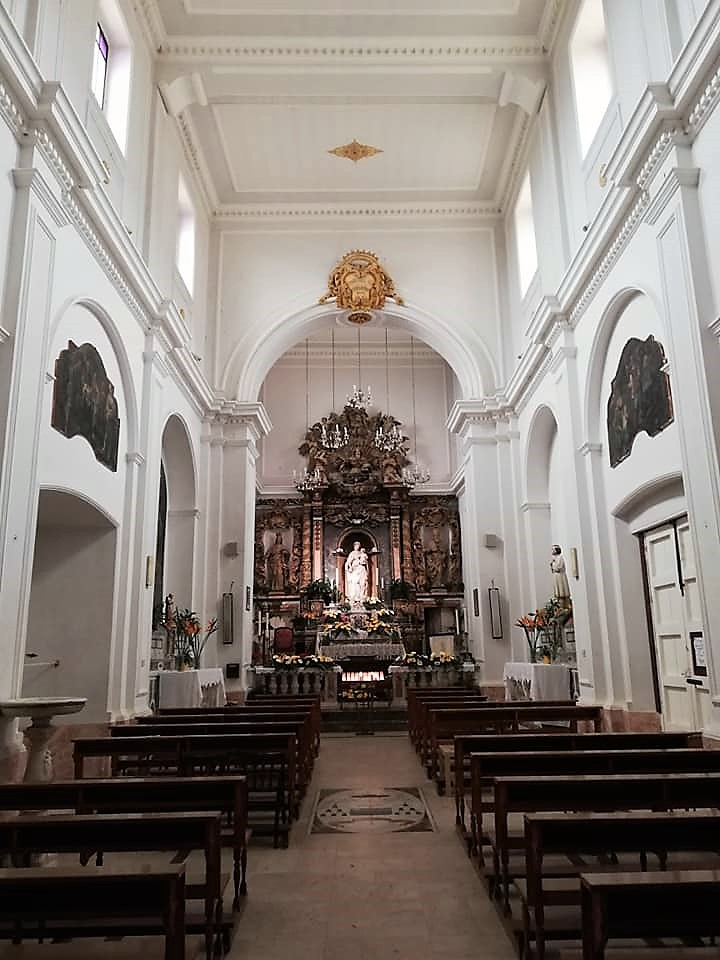
Navata.

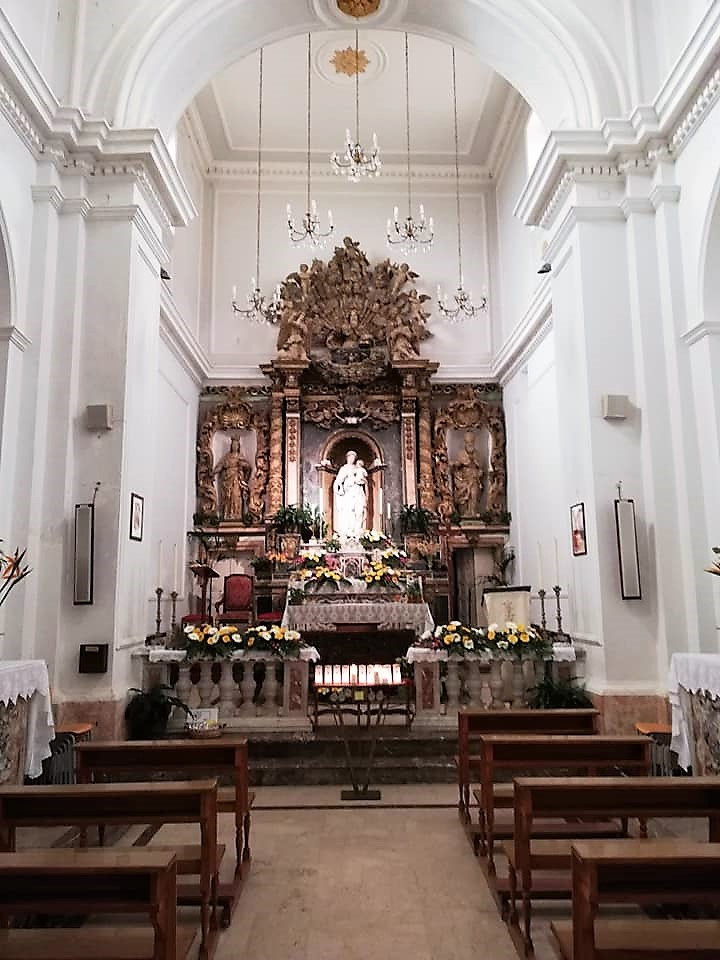
Navata.

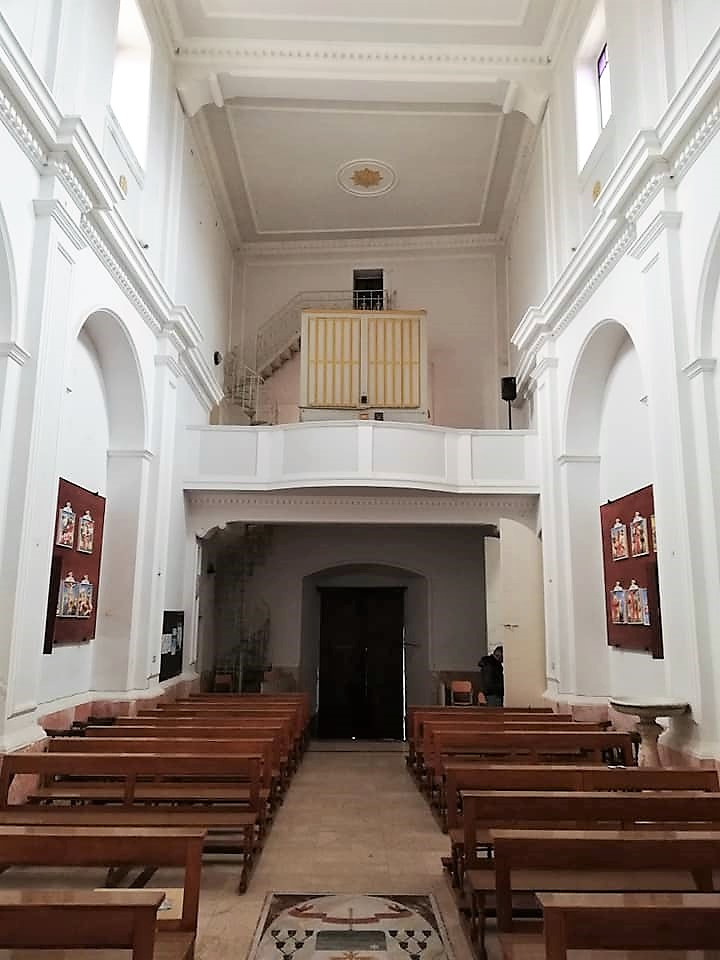
Controfacciata.

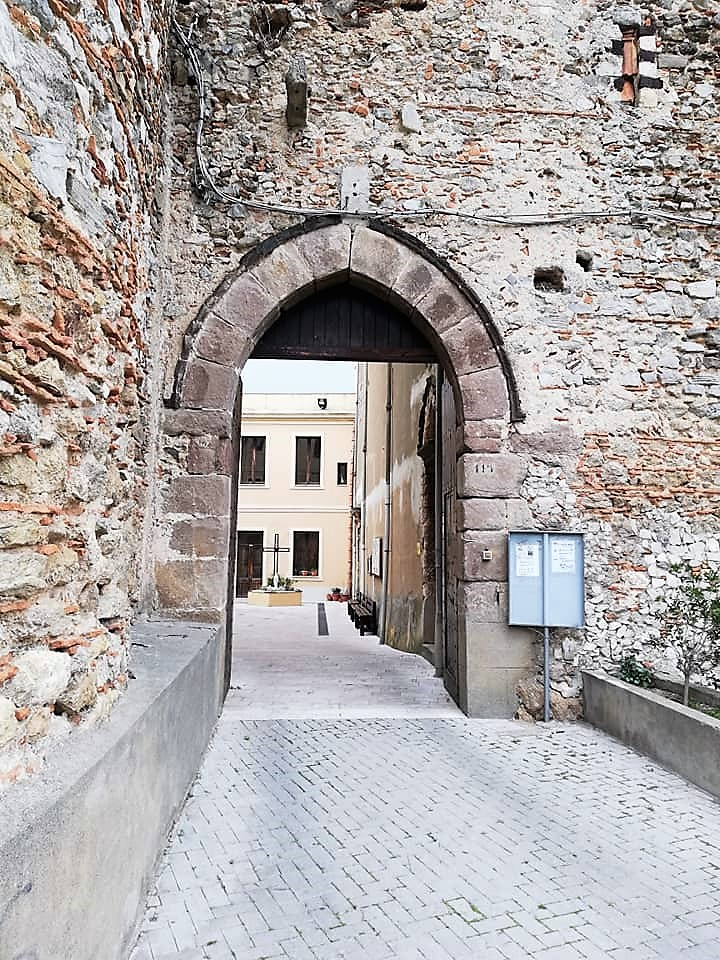
Portale.

### Parete destra
- Prima arcata:
- Seconda arcata: raccolta bassorilievi raffiguranti le Stazioni della Via Crucis.
- Terza arcata: Varco d'accesso cortile seminario. Dipinto con cornice mistilinea.
- Quarta arcata: Altare di San Tarcisio. Statuetta.

#### Parete sinistra
- Prima arcata: vano cappelletta. Ricovero vara con simulacro in cartapesta delle Madonna della Neve Del 1858
- Seconda arcata: raccolta bassorilievi raffiguranti le Stazioni della Via Crucis.
- Terza arcata: Varco d'accesso. Dipinto con cornice mistilinea.
- Quarta arcata: Altare del transito di San Giuseppe. Dipinto.

## Seminario
Nel 1695, nei locali ristrutturati dell'ala occidentale, è trasferito dal Palazzo Vescovile, il Seminario che diviene in breve tempo un rinomato centro di studi. Maestri insigni e personalità eccelse ne hanno percorso la storia. In merito si menzionano: 
- Il luciese Abate Antonio Scoppa, letterato, ambasciatore a Parigi del Regno delle Due Sicilie e accademico di Francia;
- Il filosofo Pasquale Galluppi, nato a Tropea, che da giovinetto completa il ciclo di studi nel seminario, divenendo professore di Teologia Dogmatica;
- Il giurista Francesco De Luca da Barcellona Pozzo di Gotto, Ministro delle Due Sicilie nel 1848;
- Il luciese professore Michele Basile;
- Il letterato Michele Bertolami di Novara di Sicilia, deputato nel 1848 in Palermo e poi in Roma;
- Il milazzese Giovanni Cassisi magistrato e statista insigne nonché Ministro del Regno delle Due Sicilie;
- Il poeta Antonio Giunta.

Ai piedi dello scalone d'ingresso è collocata la statua marmorea di "San Michele Arcangelo" attribuita a Andrea Calamech del 1572, proveniente dalla diruta chiesa di San Michele Arcangelo di via Facciata, qui collocata il 29 aprile 1934.
All'interno della torre cilindrica, è collocata una preziosa biblioteca con incunaboli, cinquecentine e testi molto antichi. Dal belvedere del Castello è possibile ammirare un incantevole panorama. L'orizzonte spazia da Capo Calavà a Capo Vaticano in Calabria e sullo sfondo la corona costituita dalle sette isole, isolotti e scogli che costituiscono l'Arcipelago Eoliano.
Ristrutturato ed ampliato da Federico II di Aragona sovente fu teatro di eventi cruenti e sanguinosi. Nel 1600, decaduto alle funzioni di difesa, abbandonato ed in rovina è ceduto dal proprietario don Francesco Morra principe di Buccheri, a Monsignor Simone Impellizzeri, 39º Prelato (1673), che provvede subito alla ristrutturazione. Nel 1695, nei locali ristrutturati, è trasferito dal Palazzo Prelatizio il Seminario che diviene in breve tempo un rinomato centro di studi ove Maestri insigni e personalità eccelse ne hanno percorso la storia. Basti ricordare il luciese Abate Antonio Scoppa, letterato, ambasciatore a Parigi del Regno delle Due Sicilie ed accademico di Francia ed il filosofo Pasquale Galluppi, natio di Tropea, che da giovinetto ebbe a studiare in questo seminario, diventando professore di Teologia Dogmatica.

## Manufatti
- Torrione cilindrico meridionale o Mastio, sede della Biblioteca nel vano superiore e di una cisterna in seguito utilizzata come cella di prigione.[1]
- Seminario, ubicato nell'ala occidentale della costruzione.[1]
- Fronte nobile, corrispondente al variegato prospetto settentrionale dell'edificio costituito dalla facciata del Santuario, dalla contigua ala nord e dall'ala di nord-ovest.
- Santuario, in sostituzione del primitivo Torrione quadrangolare posto al vertice nord-orientale.[1]
- Cappella Palatina, del primitivo "Palatium" è documentata e localizzata la Cappella di Palazzo nei vani posteriori dell'attuale Santuario.[1]
- Porta, inserita tra i vani della sacrestia e il Torrione meridionale, anticamente dotata di Ponte levatoio.
- Corte, spazio interno della costruzione.
- Bastione o Baluardo meridionale.[1]
- Cortina di Levante.
- Cortina di Ponente.
- Piazza d'Armi.[1]
- Porta Carraia di Levante.
- Porta Salita Castello anticamente dotata di Ponte levatoio.
- Galleria, cuniculo di collegamento dal Castello al Lavacro dei Saraceni.
- Galleria, cuniculo di collegamento dal Castello a Via Facciata.

## Il castello oggi

Castello di Santa Lucia del Mela nel 1966

Il castello è in ottime condizioni pur avendo subito manomissioni, ricostruzioni e lunghi lavori di restauro che lo rendono fruibile in tutti gli ambienti. Il Seminario è adibito a Casa di Spiritualità e ospita il Movimento Missionario dello Spirito Santo costituito da volontari messicani. È centro d'accoglienza per pellegrini, gruppi organizzati, vi hanno sede giornate di studio, preghiera, ritiro ed esercizi spirituali. È il fulcro di tutte le manifestazioni del borgo medievale.

## Personaggi legati al castello
- Federico II di Svevia
- Pietro I di Sicilia
- Macalda di Scaletta
- Federico III di Sicilia
- Alaimo da Lentini